# Aloha (DEENの曲)
「Aloha」（アロハ）は、日本のバンド、DEENの配信限定シングル。

## 解説
バンド初の配信限定シングルで、本作から三週連続で配信される。
ギタリストでメンバーの一人であった田川伸治の脱退後、初の楽曲であり、全編英語詞で構成されている。
配信サイトレコチョクにて「Aloha」「瞳そらさないで ～Jawaiian Style～」「Power of Love ～Jawaiian Style～」の3曲全てを購入し、期間中に応募した者にDEENメンバーからの＜残暑お見舞いカード＞が届けられる規格がなされた。

## 収録曲
1. Aloha
作詞:池森秀一・Rodeo V. Gonzaga / 作曲:山根公路 / 編曲：侑音